# 북부동맹 (이탈리아)
북부동맹(北部同盟, 이탈리아어: Lega Nord 레가 노르드[*])은 1991년 창당된 이탈리아의 정당으로, 완전한 명칭은 파다니아 독립을 위한 북부동맹(Lega Nord per l'Indipendenza della Padania)이다. 현재는 북부 이탈리아가 아닌 곳의 표를 얻기 위해 동맹(同盟, Lega 레가[*])이라는 약칭으로 활동하나 법적인 당명은 그대로이다. 당수는 마테오 살비니(이탈리아어: Matteo Salvini)이며, 명예대표는 움베르토 보시(Umberto Bossi)이다.

## 역사
- 1981년: 움베르토 보시가 이탈리아 북부 롬바르디아주에서 롬바르드 자치주의동맹(이탈리아어: Lombard Autonomist League)으로 창당했다.
- 1987년: 롬바르드 동맹(이탈리아어: Lombard League)으로 개명한 후 총선에 참여하면서 상원 1명, 하원 1명이 당선되었다.
- 1989년: 북부 이탈리아 지역의 자치를 주장한 단체들과 연합하여 북부연합(영어: Northern Alliance)을 창당과 동시에 구주의회 선거 및 지방선거 등 참여했다.
- 1991년: 전당대회에서 지역정당 이미지 불식을 위해 북이탈리아 연방 동맹(이탈리아어: Lega Nord-Italia Federale)으로 당명 변경되었다.
- 2018년: 총선에서 오성운동에 이은 제 2당이 되면서 집권 여당이 되었다.
- 2019년: 연정 붕괴로 야당이 되었다.
- 2019년 12월 21일: 밀라노에서 열린 동맹 회의에서 당원의 살비니 총리 동맹(LSP)과의 "복수 당적"의 허용과 로고 사용도 허용해 주는 결정을 내렸다.[17] 하지만 북부 동맹은 4천 9백만 유로의 부채가 있기 때문에, 정당 해산을 할 수 없는 상태이다.[18][19]

## 특징
기존 정치권이 붕괴된 가운데 실시된 1994년 3월 총선에서 당세를 크게 확장하여 주요 정당으로 부상, 우파 연립정권에 참여하고, 한 때는 좌파, 우파연합 사이에서 캐스팅보트가 되었다. 그러나 움베르토 보시 대표의 지속적인 극단주의로 당내 분당 및 탈당사태가 확산되면서 당세가 크게 위축되었다. 이후 마테오 살비니가 당을 이끌고 2018년 3월 총선에서 북부 동맹이 소속된 중도우파 연합이 1위를 차지하면서 다시 주요 정당으로 부상하였다.

## 이념 및 정강
종래에는 이탈리아 북부의 분리독립운동을 주도하였으나 여론 악화에 따른 지지기반 약화, 정치권내 소외 등에 반성으로 연방제 채택을 궁극적인 목표로 설정하고 지방 분권의 강화를 주장하였다.

## 역대 선거 결과

### 이탈리아 총선
| 이탈리아 하원 |                |        |           |     |                 |
| 년도          | 득표수         | 득표율 | 의석 수   | +/– | 대표            |
| 1992년        | 3,395,384 (#4) | 8.6    | 55 / 630  | 54  | 움베르토 보시   |
| 1994년        | 3,235,248 (#5) | 8.4    | 117 / 630 | 62  | 움베르토 보시   |
| 1996년        | 3,776,354 (#4) | 10.8   | 59 / 630  | 58  | 움베르토 보시   |
| 2001년        | 1,464,301 (#6) | 3.9    | 30 / 630  | 28  | 움베르토 보시   |
| 2006년        | 1,749,632 (#6) | 4.6    | 28 / 630  | 2   | 움베르토 보시   |
| 2008년        | 3,024,758 (#3) | 8.3    | 60 / 630  | 32  | 움베르토 보시   |
| 2013년        | 1,390,156 (#5) | 4.1    | 20 / 630  | 42  | 로베르토 마로니 |
| 2018년 1      | 5,691,921 (#3) | 17.37  | 124 / 630 | 104 | 마테오 살비니   |

| 이탈리아 상원 |                    |        |          |     |                 |
| 년도          | 득표수             | 득표율 | 의석 수  | +/– | 대표            |
| 1992년        | 2,732,461 (#4)     | 8.2    | 25 / 315 | 24  | 움베르토 보시   |
| 1994년        | 자유의 기둥과 연합 | -      | 60 / 315 | 35  | 움베르토 보시   |
| 1996년        | 3,394,733 (#4)     | 10.4   | 27 / 315 | 33  | 움베르토 보시   |
| 2001년        | 자유의 집과 연합   | -      | 17 / 315 | 10  | 움베르토 보시   |
| 2006년        | 1.530.667 (#6)     | 4.5    | 13 / 315 | 13  | 움베르토 보시   |
| 2008년        | 2,644,248 (#3)     | 7.9    | 26 / 315 | 13  | 움베르토 보시   |
| 2013년        | 1,328,555 (#5)     | 4.3    | 18 / 315 | 8   | 로베르토 마로니 |
| 2018년 1      | 5,317,019 (#3)     | 17.62  | 58 / 315 | 40  | 마테오 살비니   |

비고
1 살비니 총리 동맹으로 등록

### 이탈리아 유럽의회 선거
| 년도     | 득표수         | 득표율 | 의석 수 | +/–  | 대표          |
| -------- | -------------- | ------ | ------- | ---- | ------------- |
| 1989년   | 636,242 (#9)   | 1.8    | 2 / 81  | 보합 | 움베르토 보시 |
| 1994년   | 2,162,586 (#5) | 6.5    | 6 / 87  | 4    | 움베르토 보시 |
| 1999년   | 1,395,547 (#6) | 4.5    | 4 / 87  | 2    | 움베르토 보시 |
| 2004년   | 1,613,506 (#7) | 5.0    | 4 / 78  | 보합 | 움베르토 보시 |
| 2009년   | 3,126,915 (#3) | 10.2   | 9 / 72  | 5    | 움베르토 보시 |
| 2014년   | 1,688,197 (#4) | 6.2    | 5 / 73  | 4    | 마테오 살비니 |
| 2019년 1 | 9,175,208 (#1) | 34.3   | 29 / 73 | 24   | 마테오 살비니 |

비고
1 살비니 총리 동맹으로 등록

## 같이 보기
- 이탈리아 북부

## 참고 자료
- 정병기. "이탈리아 정치적 지역주의의 생성과 북부 동맹당(Lega Nord)의 변천", 한국정치학회보 34(2000), No. 4, pp. 397-419